# 奇罗·费拉拉
奇羅·費拉拉（義大利語：Ciro Ferrara，1967年2月1日—）是前義大利足球員和教練。曾执教中国足球协会甲级联赛球队武汉卓尔。

## 國際賽生涯
费拉拉为意大利國家队出场49次，并在1990年国际足联世界杯主场比赛（意大利队在半决赛点球大战中负于阿根廷队，获得第三名）和2000年欧洲杯（意大利队进入决赛，以金球负于法国队）中各打了一场比赛。费拉拉也参加了1988年欧洲杯，意大利进入了半决赛，尽管他没有在比赛中出现。同年，他是意大利队的成员之一，在1988年夏季奥运会上进入半决赛后获得第四名。

## 執教生涯
2007年6月4日，俱樂部任命克勞迪奧·拉涅利（Claudio Ranieri）為總教練，代替已經辭職的德尚。斑馬軍團在留隊的布馮、皮耶羅、特雷澤蓋、內德維德、卡莫拉內西等冠軍球員的帶領下開始了新的征程。在2007-08賽季的義甲聯賽中，尤文圖斯排名第三位，並取得了參加08-09賽季歐洲冠軍盃的資格。但在2008/09球季，因為拉涅利的帶隊成績不盡如人意，尤文圖斯任命了前尤文圖斯球星西費拉拉為總教練。
2009/10球季，尤文圖斯在費拉拉的率領下取得了聯賽開局的4連勝，但其後球隊就遭遇了四輪不勝，進入2010年後球隊更是一度遭遇聯賽三連敗，歐洲冠軍聯賽中也是分組賽即遭淘汰。於是在2010年1月30日，俱樂部宣布與費拉拉解除合同，並由阿爾貝托·扎切羅尼接任臨時總教練一職，最終在該球季尤文圖斯僅排名第7。